# William Orbit
William Orbit o William Ørbit (nacido William Mark Wainwright, el 15 de diciembre de 1956 en Shoreditch, Hackney) es un músico inglés, compositor y productor musical principalmente conocido por su trabajo en el álbum de Madonna Ray of Light, que recibió cuatro Grammys y vendió 25 millones de copias mundialmente. También ha coproducido gran cantidad de canciones de Madonna no publicadas, que fueron grabadas pero nunca han sido puestas a la venta en disco. Algunas de ellas están disponibles en internet y son muy apreciadas por su calidad y rareza.
Además, ha producido el disco 13 de Blur, y remezclado algunas canciones del álbum. Ha recibido tres premios Grammys y también ha compuesto obras para orquesta.

## Biografía
No sólo es un productor, sino que también es compositor y multinstrumentista especializado en teclados sintetizadores y música electrónica, guitarra y bajo. También ha grabado varios álbumes en solitario, mayormente instrumentales para el sello I.R.S bajo el nombre Strange Cargo, acompañado por las voces de Beth Orton, Laurie Mayer y Joe frank, entre otros. “Water from a Vine Leaf” fue un éxito de ventas de su álbum Strange Cargo 3.
En los 80s, formó el grupo Torch Song, junto con Laurie Mayer. Ligado a este grupo nació el primer Guerrilla Studios, en una escuela abandonada de Harrow Road. Compartían lugar e ideas con un grupo de anarquístas españoles, por lo que aquella zona fue denominada El Centro Ibérico. Posteriormente, al grupo se unió un tercer miembro, Rico Conning.
Orbit fue la fuerza musical detrás del grupo Bassomatic en los primeros años de los 90. Su éxito por entonces fue “Fascinating Rhythm”.
También ha producido y remezclados canciones de muchísimos otros artistas, tales como la estrella del pop francesa Étienne Daho. Produjo junto con Rico Conning el disco de Pop Satori llamado Scottish act de One Dove, y a Seal. También remezclo el éxito de Prince “Batdance”, extraído de la película Batman de 1989. Los remixes que hace Orbit siempre llevan consigo una firma personal consistente en sonidos y ambientes electrónicos, muy apreciados por sus seguidores.
Orbit también produjo una versión del Adagio para cuerdas de Samuel Barber (cuya versión original fue usada como tema principal en la película Platoon). Adagio fue publicada en el exitoso álbum Pieces in a Modern Style, que fue una recopilación de obras de música clásica portadas a nuestro tiempo. A su vez, un remix del 1999 de esta canción, hecho por Ferry Corsten, se convirtió en un hit en las pistas de baile, hasta el punto de alcanzar el número 4 en las listas de venta del Reino Unido.
Ha trabajado con grupos femeninos como All Saints (produciendo Pure Shores y Black Coffee), Sugababes (Spiral), Pink (Feel Good Time, de la película Los Ángeles de Charlie 2). Produjo "Dice" para Finley Quaye, que es el tema principal de la banda sonora de la serie The OC, originalmente compuesto por él y Beth Orton Finley Quaye ha tocado la guitarra y cantado en varias canciones para William Orbit, e incluso para una canción que Orbit hizo con Madonna, llamada 'Arioso', que se filtró a los fanes mediante las redes de descarga. Es de justicia destacar el gran tema que compuso para la banda sonora de The Next Best Thing, titulado "Time Stood Still" interpretado el tema y protagonizada la película por Madonna. 
También remezcló la canción de U2 "Electrical Storm" para el disco The Best of 1990-2000.
Tiene su propio sello discográfico, llamado Guerrilla Records, fundado en 1989.
Orbit ha creado y participado en muchos programas de radio. Al final de los 90s, él tenía un programa llamado Stereo Odyssey en la emisora KCRW (Los Ángeles). La canción de Orbit titulada “Time To Get Wise” fue usada en la película del 2004, y el título de la canción fue usado como parte de los diálogos en la película ¿¡Y tú qué sabes!? .

## Pasado reciente
En 2006, el álbum Hello Waveforms fue publicado en el sello discográfico Sanctuary. Después produjo dos pistas — "Louise" y "Summertime" — para el álbum de Robbie Williams del 2006, Rudebox. Por entonces, también mezcló varios temas del último álbum de Laurie Mayer, Black Lining.
En otoño de 2006, “Purdy”, un tema compuesto junto con Laurie Mayer y Rico Conning, fue usado como banda sonora de una campaña publicitaria televisiva para H&M protagonizada por Madonna y dirigida por ella misma y Dan Cadan.
2007 fue el año en el que Orbit compuso su primera suite para orquesta. La composición fue interpretada por primera vez el 8 de julio de 2007, por la Orquésta Filarmónica de la BBC en el Bridgewater Hall en el Festival Internacional de Mánchester.
En el año 2009, Orbit presentó nuevo disco en un nuevo sello discográfico. El álbum titulado My Oracle Lives Uptown fue publicado el 4 de mayo.
Frecuentemente hace de DJ en Circus y el Soho, en el centro de Londres. Orbit vive en la parte norte de Londres y Los Ángeles y tiene su oficina y estudio en el barrio de Hoxton, en Londres.

## Actualidad
A final del verano de 2010, se publicó el disco doble Pieces in a Modern Style II bajo el sello Decca. Al igual que su predecesor, se trata de versiones en clave electrónica de temas conocidos pertenecientes al ámbito de la música clásica y de compositores modernistas.
También presentó bajo el sello Ministry of Sound, la colección de temas Oddysey. En este disco doble se dan cabida tanto algunos temas de su carrera en solitario, como algunos de los que ha producido para otros artistas, así como temas de otros artistas que a él le parecía interesante compartir. En esta compilación se pueden encontrar varios temas que eran inéditos.
Hace un par de años creó su propia emisora de radio en línea. En ella se pueden escuchar gratuitamente más de 10 horas seguidas de temas inéditos, así como variaciones y remixes de sus temas más famosos. La dirección es https://web.archive.org/web/20190604170003/https://www.orbitstreamcast.com/

## Carrera
El disco Cellcloud (título provisional), que compuso junto a su grupo de toda la vida, Torch Song, a pesar de estar listo desde hace varios años, no verá la luz hasta que disponga del tiempo necesario para promocionarlo como se merece.
Lo que comenzó siendo un rumor empezado por Boy George en Twitter, ha acabado siendo confirmado por medios y periodistas tales como Perez Hilton, MTV y Madonnarama: está trabajando actualmente en el disco de estudio de Madonna (MDNA), cuyo lanzamiento fue a principios de 2012.
También trabajó con otros artistas en la primera mitad del año 2011, tales como Mika, Christina Aguilera y Chris Brown pero aún no se conocen más detalles acerca de esas colaboraciones.
En una medida para contactar de forma más directa y personal con sus seguidores, William lleva años enganchado a las redes sociales. Se puede contactar directamente con él (en inglés, obviamente) en su Twitter, o en su Facebook (ver vínculos al final de la página).
Britney Spears anunció en el programa de Ryan Seacrest que en su próximo álbum de estudio, trabajará con Will I Am y con Orbit, se prevé que este material este listo para finales del 2013. Spears dijo encontrarse emocionada de trabajar con Orbit ya que nunca había tenido la oportunidad de hacerlo. Finalmente, el álbum llamado Britney Jean, fue publicado en diciembre del 2013 y Orbit trabajó en el tema Alien.

## Discografía parcial

### Torch Song
- Wish Thing
- Ecstasy
- Exhibit A
- Toward the Unknown Region

### Bassomatic
- Set the Controls for the Heart of the Bass
- Science & Melody

### En solitario
- Orbit (1987)
- Strange Cargo
- Strange Cargo II
- Superpinkymandy (junto con Beth Orton)
- Strange Cargo III
- Strange Cargo Hinterland
- Pieces in a Modern Style (2000)
- Hello Waveforms (febrero de 2006)
- My Oracle Lives Uptown (mayo de 2009).

### Recopilatorios y compilaciones
- The Best of Strange Cargo
- Remixed by William Orbit
- Ministry Of Sound (Solo Descarga Digital)

## Equipo empleado
* Para Madonna en Ray of Light:
- - Roland Juno-106
  - Roland JD-800
  - Roland JP-8000
  - Yamaha DX-7
  - Novation BassStation
  - Korg MS-20
  - Akai S3200 sampler
  - Sherman Filterbank
  - Atari ST Computer running Cubase II
  - Pro Tools TDM

- Ha empleado:
  - Trident 80A Mixing Desk
  - Roland Dimension D Chorus
  - Yamaha SY99 (on Torch Song's Into The Unknown Region)
  - Roland SH-101
  - Korg TR rack

- Torch Song/Guerilla Studio:
  - AMS Digital Reverb
  - AMS Digital Delay
  - Linn Linndrum
  - Minimoog
  - Movement II Drum Computer
  - Otari 24-track recorder
  - Roland CSQ600 Sequencer
  - Roland CSQ600 Sequencer
  - Roland Jupiter-8
  - Roland SH-2
  - Roland TR-808
  - Roland TR-909
  - Roland Space Echo
  - Sequential Circuits Prophet 5
  - Simmons SD5 Drum Brain
  - Yamaha DX-7